# 北脇昇

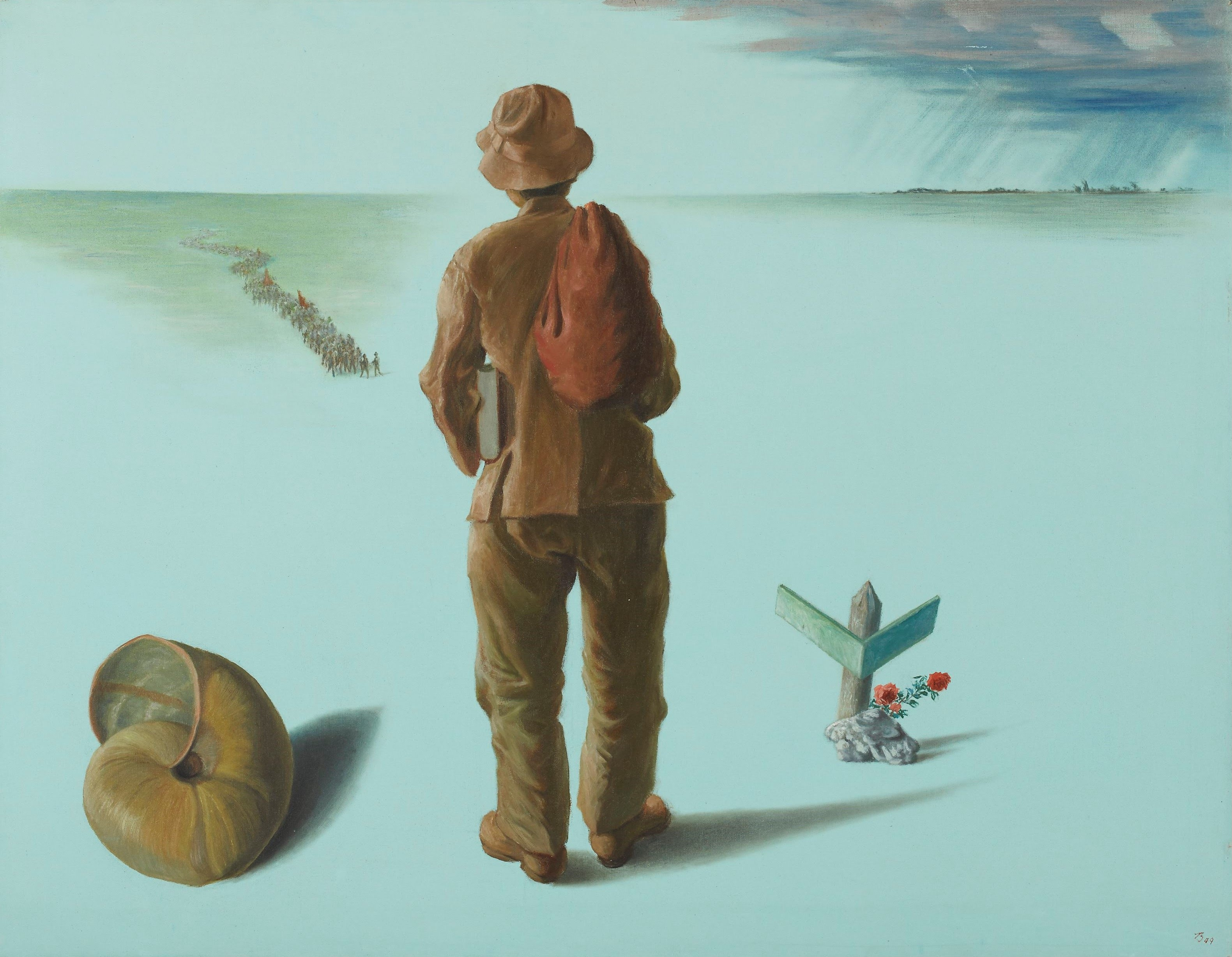
『クォ・ヴァディス』（1949、東京国立近代美術館）

北脇 昇（きたわき のぼる、1901年6月4日 - 1951年12月18日）は、日本のシュルレアリスムの画家。

## 来歴
愛知県名古屋市出身。父が単身朝鮮半島に渡ったことから、1910年、母親と京都に住む叔父の広瀬満正（元貴族院議員、実業家）の元へ移る。爾来、北脇は死亡するまで京都をほとんど離れなかった。1915年、京都市立銅駝尋常小学校卒業。同年、同志社中学校に入学。1917年、同校を中途退学。
1919年2月、鹿子木孟郎の画塾に入る。1930年4月、津田青楓の画塾に入る。1932年、第19回二科展に初入選。同年9月、京都洋画協会の結成に参加。1933年10月、独立美術京都研究所が開設され、その委員となる。1937年6月、京都青年芸術家クラブ結成に参加。1939年5月、福沢一郎ら40名の前衛活動家と共にシュルレアリスム運動で知られる美術文化協会の創立同人となる。
シュルレアリスムと日本（東洋）文化（仏教、禅、易、曼荼羅等）、さらには、数学等の自然科学との融合の方向性を探り、その作品は、ヨーロッパのシュルレアリスムの真似にとどまらない、日本的な独自の境地に至っている。
北脇の作品としては、カラフルで幻想性の強い写実的な作品がほとんどであるが、ほぼ完全な抽象絵画も制作している。デカルコマニーやコラージュも制作した。同時期の画家としては、小牧源太郎や今井憲一と交流した。
1948年6月、肋膜炎を発病。1950年4月、肺結核と診断される。1951年12月18日、死去。50歳没。

## 代表作
- 裸婦（1933 年）
- 独活（うど。1937年）：うどを人間に見立てた作品[3]
- 空港（1937年）：楓の種子を飛行機に見立てた作品[4]
- クォ・ヴァディス（1949年）[5]

「独活」と「空港」は、北脇の作品の中でも「見立て」タイプを代表する作品である。
「空港」は、村上春樹の短編集『神の子どもたちはみな踊る』(新潮社、2000年2月)の表紙、裏表紙、扉絵に使用された。最初の新潮文庫版の表紙にも使用された。

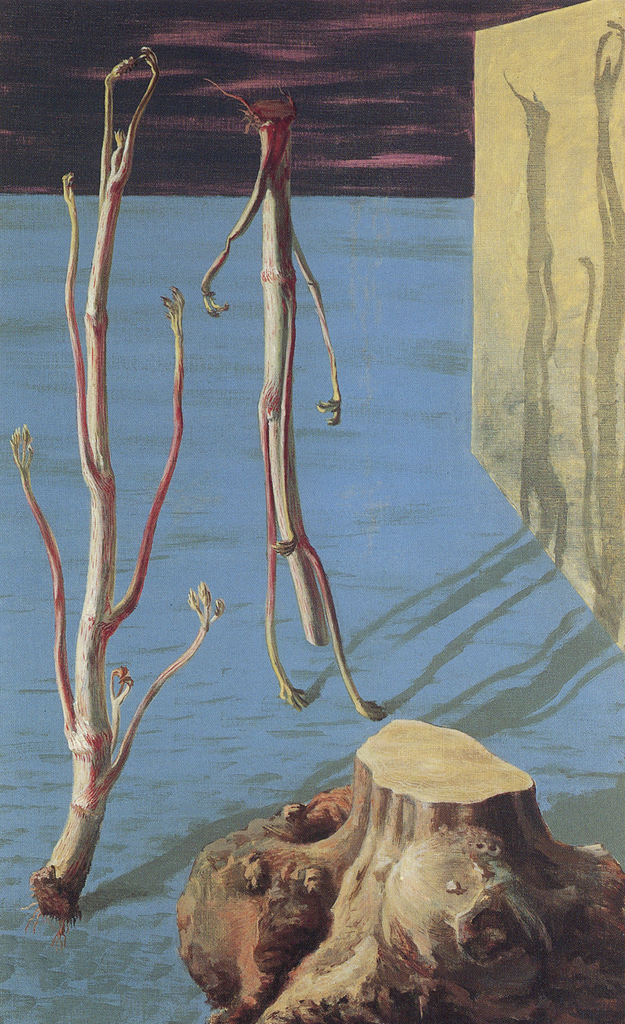
『独活』
『空港』

## 主な展覧会
- 「北脇昇遺作展」 （京都市美術館、1953年5月30日 - 6月7日）
- 「4人の作家展」 （東京国立近代美術館、1958年7月19日 - 8月31日）
- 「北脇昇展」（東京国立近代美術館（1997年1月25日 - 3月2日）、京都国立近代美術館（1997年3月11日 - 4月20日）、愛知県美術館（1997年5月30日 - 7月13日））
- 「北脇昇　一粒の種に宇宙を視る」　(東京国立近代美術館、2020年2月11日 - 10月25日)

## ドキュメンタリー
- 日曜美術館「クオ・ヴァディス」の秘密（2023年7月2日、NHK Eテレ）[6]